# Plantilles de la Copa del Món de futbol de 1970
Plantilles oficials de les seleccions classificades per la fase final de la Copa del Món de Futbol 1970 de Mèxic. Cada selecció pot inscriure 22 jugadors. Els equips participants són (cliqueu sobre el país per accedir a la plantilla):
| Equips participants | Equips participants | Equips participants | Equips participants |
| ------------------- | ------------------- | ------------------- | ------------------- |
| Mèxic               | Unió Soviètica      | Bèlgica             | El Salvador         |
| Itàlia              | Suècia              | Uruguai             | Israel              |
| Brasil              | Anglaterra          | Txecoslovàquia      | Romania             |
| Alemanya Occidental | Perú                | Bulgària            | Marroc              |

## Mèxic
| #    | Posició       | Nom                    | Naixement           | P. Sel.       | Club          |
| ---- | ------------- | ---------------------- | ------------------- | ------------- | ------------- |
| 1    | Porter        | Ignacio Calderón       | 13 de desembre 1943 | -             | Guadalajara   |
| 2    | Defensa       | Juan Manuel Alejándrez | 1945                | -             | Cruz Azul     |
| 3    | Defensa       | Gustavo Peña           | 22 de novembre 1941 | -             | Cruz Azul     |
| 4    | Defensa       | Francisco Montes       |                     | -             | Veracruz      |
| 5    | Defensa       | Mario Pérez            | 30 de juliol 1946   | -             | América       |
| 6    | Defensa       | Guillermo Hernández    | 25 de juny 1942     | -             | América       |
| 7    | Migcampista   | Marcos Rivas           |                     | -             | Atlante       |
| 8    | Migcampista   | Antonio Munguía        | 27 de juny 1942     | -             | Cruz Azul     |
| 9    | Migcampista   | Enrique Borja          | 30 de desembre 1945 | -             | América       |
| 10   | Davanter      | Horacio López Salgado  | 15 de setembre 1948 | -             | América       |
| 11   | Davanter      | Aarón Padilla          | 10 de juliol 1942   | -             | UNAM          |
| 12   | Porter        | Antonio Mota           |                     | -             | Necaxa        |
| 13   | Defensa       | José Vantolrá          | 30 de març 1943     | -             | Toluca        |
| 14   | Defensa       | Javier Guzmán          | 9 de gener 1945     | -             | Cruz Azul     |
| 15   | Migcampista   | Héctor Pulido          | 15 de desembre 1942 | -             | Cruz Azul     |
| 16   | Davanter      | Isidoro Díaz           | 14 de març 1940     | -             | León          |
| 17   | Migcampista   | José Luis González     | 14 de setembre 1942 | -             | UNAM          |
| 18   | Migcampista   | Mario Velarde          | 29 de març 1940     | -             | UNAM          |
| 19   | Davanter      | Javier Valdivia        | 4 de desembre 1941  | -             | Guadalajara   |
| 20   | Migcampista   | Juan Ignacio Basaguren | 21 de juliol 1944   | -             | Atlante       |
| 21   | Davanter      | Javier Fragoso         | 19 d'abril 1942     | -             | América       |
| 22   | Porter        | Francisco Castrejón    | 11 de juny 1947     | -             | UNAM          |
| Ent. | Raúl Cárdenas | Raúl Cárdenas          | Raúl Cárdenas       | Raúl Cárdenas | Raúl Cárdenas |

## Unió Soviètica
| #    | Posició          | Nom                   | Naixement           | P. Sel.          | Club             |
| ---- | ---------------- | --------------------- | ------------------- | ---------------- | ---------------- |
| 1    | Porter           | Leonid Xmuts          | 8 d'octubre 1948    | 0                | CSKA Moscou      |
| 2    | Porter           | Anzor Kavazaixvili    | 19 de juliol 1940   | 25               | Spartak Moscou   |
| 3    | Defensa          | Valentín Afonin       | 22 de desembre 1939 | 38               | SKA Rostov       |
| 4    | Defensa          | Revaz Dzodzuaixvili   | 15 d'abril 1945     | 10               | Dynamo Tblisi    |
| 5    | Defensa          | Volodímir Kaplitxni   | 26 de maig 1944     | 22               | CSKA Moscou      |
| 6    | Defensa          | Ievgueni Lóvtxev      | 29 de gener 1949    | 10               | Spartak Moscou   |
| 7    | Defensa          | Guennadi Logofet      | 15 de febrer 1942   | 15               | Spartak Moscou   |
| 8    | Defensa          | Murtaz Khurtsilava    | 5 de gener 1943     | 39               | Dynamo Tblisi    |
| 9    | Defensa          | Albert Xesterniov     | 20 de juny 1941     | 74               | CSKA Moscou      |
| 10   | Migcampista      | Valeri Zíkov          | 24 de febrer 1944   | 1                | Dynamo Moscou    |
| 11   | Migcampista      | Kakhi Assatiani       | 1 de gener 1947     | 10               | CSKA Moscou      |
| 12   | Migcampista      | Nikolai Kisseliov     | 29 de gener 1946    | 8                | Spartak Moscou   |
| 13   | Porter           | Lev Iaixin            | 22 d'octubre 1929   | 74               | Dynamo Moscou    |
| 14   | Migcampista      | Volodímir Muntian     | 14 de setembre 1946 | 13               | Dynamo Kiev      |
| 15   | Migcampista      | Víktor Serèbrianikov  | 29 de març 1940     | 19               | Dynamo Kiev      |
| 16   | Davanter         | Anatoli Bixovets      | 23 d'abril 1946     | 29               | Dynamo Kiev      |
| 17   | Davanter         | Guennadi Ievriujikhin | 4 de febrer 1944    | 13               | Dynamo Moscou    |
| 18   | Davanter         | Slava Metreveli       | 30 de maig 1936     | 48               | Dynamo Tblisi    |
| 19   | Davanter         | Guivi Nòdia           | 2 de gener 1948     | 10               | Dynamo Tblisi    |
| 20   | Davanter         | Anatoli Púzatx        | 3 de juny 1941      | 10               | Dynamo Kiev      |
| 21   | Davanter         | Vitali Khmelnitski    | 12 de juny 1943     | 13               | Dynamo Kiev      |
| 22   | Davanter         | Valeri Porkuian       | 4 d'octubre 1944    | 8                | Dynamo Kiev      |
| Ent. | Gavriïl Katxalin | Gavriïl Katxalin      | Gavriïl Katxalin    | Gavriïl Katxalin | Gavriïl Katxalin |

## Bèlgica
| #    | Posició          | Nom                    | Naixement           | P. Sel.          | Club                            |
| ---- | ---------------- | ---------------------- | ------------------- | ---------------- | ------------------------------- |
| 1    | Porter           | Christian Piot         | 4 d'octubre 1947    | -                | Standard Liège                  |
| 2    | Defensa          | Georges Heylens        | 8 d'agost 1941      | -                | Anderlecht                      |
| 3    | Defensa          | Jean Thissen           | 21 d'abril 1946     | -                | Standard Liège                  |
| 4    | Defensa          | Nicolas Dewalque       | 20 de setembre 1945 | -                | Standard Liège                  |
| 5    | Defensa          | Léon Jeck              | 2 de febrer 1947    | -                | Standard Liège                  |
| 6    | Defensa          | Jean Dockx             | 24 de maig 1941     | -                | Anderlecht                      |
| 7    | Migcampista      | Léon Semmeling         | 4 de gener 1940     | -                | Standard Liège                  |
| 8    | Migcampista      | Wilfried Van Moer      | 1 de març 1945      | -                | Standard Liège                  |
| 9    | Davanter         | Johan Devrindt         | 14 d'abril 1944     | -                | Anderlecht                      |
| 10   | Davanter         | Paul Van Himst         | 2 d'octubre 1943    | -                | Anderlecht                      |
| 11   | Davanter         | Wilfried Puis          | 18 de febrer 1943   | -                | Anderlecht                      |
| 12   | Porter           | Jean-Marie Trappeniers | 13 de gener 1942    | -                | Anderlecht                      |
| 13   | Defensa          | Jacques Beurlet        | 21 de desembre 1944 | -                | Standard Liège                  |
| 14   | Migcampista      | Maurice Martens        | 5 de juny 1947      | -                | Anderlecht                      |
| 15   | Migcampista      | Erwin Vandendaele      | 5 de març 1945      | -                | Club Brugge                     |
| 16   | Migcampista      | Odilon Polleunis       | 1 de maig 1943      | -                | St Truiden                      |
| 17   | Migcampista      | Jan Verheyen           | 9 de juliol 1944    | -                | Beerschot                       |
| 18   | Davanter         | Raoul Lambert          | 20 d'octubre 1944   | -                | Club Brugge                     |
| 19   | Davanter         | Pierre Carteus         | 24 de setembre 1943 | -                | Club Brugge                     |
| 20   | Migcampista      | Alfons Peeters         | 21 de gener 1943    | -                | Anderlecht                      |
| 21   | Davanter         | Frans Janssens         | 25 de setembre 1945 | -                | Lierse                          |
| 22   | Porter           | Jacques Duquesne       | 22 d'abril 1940     | -                | Royal Olympic Club de Charleroi |
| Ent. | Raymond Goethals | Raymond Goethals       | Raymond Goethals    | Raymond Goethals | Raymond Goethals                |

## El Salvador
| #    | Posició                 | Nom                     | Naixement               | P. Sel.                 | Club                    |
| ---- | ----------------------- | ----------------------- | ----------------------- | ----------------------- | ----------------------- |
| 1    | Porter                  | Raúl Magaña             | 24 de febrer 1940       | -                       | FAS                     |
| 2    | Defensa                 | Roberto Rivas           | 17 de juliol 1941       | -                       | Atlético Marte          |
| 3    | Defensa                 | Salvador Mariona        | 16 de desembre 1943     | -                       | Universidad             |
| 4    | Defensa                 | Santiago Cortés         | 19 de gener 1945        | -                       | Atlético Marte          |
| 5    | Defensa                 | Saturnino Osorio        | 6 de gener 1945         | -                       | Águila                  |
| 6    | Migcampista             | José Quintanilla        | 29 d'octubre 1947       | -                       | Alianza FC              |
| 7    | Migcampista             | Mauricio Rodríguez      | 12 de setembre 1945     | -                       | Universidad             |
| 8    | Migcampista             | Jorge Vásquez           | 23 d'abril 1945         | -                       | Atlante                 |
| 9    | Migcampista             | Juan Martínez           | 20 d'abril 1948         | -                       | Águila                  |
| 10   | Davanter                | Salvador Cabezas        | 28 de febrer 1947       | -                       | Atlético Marte          |
| 11   | Davanter                | Ernesto Aparicio        | 28 de desembre 1948     | -                       | Atlético Marte          |
| 12   | Davanter                | Mario Monge             | 27 de novembre 1938     | -                       | FAS                     |
| 13   | Porter                  | Tomas Pineda            |                         | -                       | Alianza FC              |
| 14   | Defensa                 | Mauricio Manzano        | 30 de setembre 1943     | -                       | Adler                   |
| 15   | Davanter                | David Cabrera           |                         | -                       | FAS                     |
| 16   | Migcampista             | Genaro Sarmeno          | 28 de novembre 1948     | -                       | FAS                     |
| 17   | Davanter                | Jaime Portillo          | 18 de setembre 1947     | -                       | Alianza FC              |
| 18   | Defensa                 | Guillermo Castro        | 25 de juny 1940         | -                       | Atlético Marte          |
| 19   | Migcampista             | Sergio Méndez           | 14 de febrer 1942       | -                       | Atlético Marte          |
| 20   | Porter                  | Gualberto Fernández     |                         | -                       | Atlante                 |
| 21   | Davanter                | Elmer Acevedo           |                         | -                       | FAS                     |
| 22   | Migcampista             | Alberto Villalta        |                         | -                       | Atlético Marte          |
| Ent. | Hernán Carrasco Vivanco | Hernán Carrasco Vivanco | Hernán Carrasco Vivanco | Hernán Carrasco Vivanco | Hernán Carrasco Vivanco |

## Itàlia
| #    | Posició              | Nom                  | Naixement            | P. Sel.              | Club                 |
| ---- | -------------------- | -------------------- | -------------------- | -------------------- | -------------------- |
| 1    | Porter               | Enrico Albertosi     | 2 de novembre 1939   | 21                   | Cagliari Calcio      |
| 2    | Defensa              | Tarcisio Burgnich    | 25 d'abril 1939      | 33                   | FC Inter de Milà     |
| 3    | Defensa              | Giacinto Facchetti   | 18 de juliol 1942    | 46                   | FC Inter de Milà     |
| 4    | Defensa              | Fabrizio Poletti     | 13 de juliol 1943    | 4                    | Torino Calcio        |
| 5    | Defensa              | Pierluigi Cera       | 25 de febrer 1941    | 2                    | Cagliari Calcio      |
| 6    | Migcampista          | Ugo Ferrante         | 18 de juliol 1945    | 1                    | Fiorentina           |
| 7    | Migcampista          | Comunardo Niccolai   | 15 de desembre 1946  | 1                    | Cagliari Calcio      |
| 8    | Migcampista          | Roberto Rosato       | 18 d'agost 1943      | 18                   | AC Milan             |
| 9    | Migcampista          | Giorgio Puia         | 8 de març 1938       | 7                    | Torino Calcio        |
| 10   | Defensa              | Mario Bertini        | 7 de gener 1944      | 9                    | FC Inter de Milà     |
| 11   | Davanter             | Luigi Riva           | 7 de novembre 1944   | 16                   | Cagliari Calcio      |
| 12   | Porter               | Dino Zoff            | 28 de febrer 1942    | 10                   | SSC Napoli           |
| 13   | Davanter             | Angelo Domenghini    | 25 d'agost 1941      | 22                   | Cagliari Calcio      |
| 14   | Migcampista          | Gianni Rivera        | 18 d'agost 1942      | 38                   | AC Milan             |
| 15   | Migcampista          | Sandro Mazzola       | 8 de novembre 1942   | 37                   | FC Inter de Milà     |
| 16   | Migcampista          | Giancarlo De Sisti   | 13 de març 1943      | 12                   | Fiorentina           |
| 17   | Porter               | Lido Vieri           | 16 de juliol 1939    | 4                    | FC Inter de Milà     |
| 18   | Defensa              | Antonio Juliano      | 1 de gener 1943      | 14                   | SSC Napoli           |
| 19   | Davanter             | Sergio Gori          | 24 de febrer 1946    | 0                    | Cagliari Calcio      |
| 20   | Davanter             | Roberto Boninsegna   | 13 de novembre 1943  | 1                    | FC Inter de Milà     |
| 21   | Defensa              | Giuseppe Furino      | 5 de juliol 1946     | 0                    | Juventus FC          |
| 22   | Davanter             | Pierino Prati        | 13 de desembre 1946  | 6                    | AC Milan             |
| Ent. | Ferruccio Valcareggi | Ferruccio Valcareggi | Ferruccio Valcareggi | Ferruccio Valcareggi | Ferruccio Valcareggi |

## Suècia
| #    | Posició        | Nom                 | Naixement           | P. Sel.        | Club              |
| ---- | -------------- | ------------------- | ------------------- | -------------- | ----------------- |
| 1    | Porter         | Ronnie Hellström    | 21 de febrer 1949   | -              | Hammarby IF       |
| 2    | Defensa        | Hans Selander       | 15 de març 1945     | -              | Helsingborgs IF   |
| 3    | Defensa        | Kurt Axelsson       | 10 de novembre 1941 | -              | Club Brugge       |
| 4    | Defensa        | Björn Nordqvist     | 6 d'octubre 1942    | -              | IFK Norrköping    |
| 5    | Defensa        | Roland Grip         | 1 de gener 1941     | -              | AIK Solna         |
| 6    | Migcampista    | Tommy Svensson      | 4 de març 1945      | -              | Östers IF         |
| 7    | Migcampista    | Bo Larsson          | 5 de maig 1944      | -              | Malmö FF          |
| 8    | Migcampista    | Leif Eriksson       | 20 de març 1942     | -              | Örebro SK         |
| 9    | Davanter       | Ove Kindvall        | 16 de maig 1943     | -              | Feyenoord         |
| 10   | Davanter       | Ove Grahn           | 9 de maig 1943      | -              | Grasshoppers Club |
| 11   | Davanter       | Örjan Persson       | 27 d'agost 1942     | -              | Örgryte IS        |
| 12   | Porter         | Sven-Gunnar Larsson | 10 de maig 1940     | -              | Örebro SK         |
| 13   | Defensa        | Claes Cronqvist     | 15 d'octubre 1944   | -              | Djurgårdens IF    |
| 14   | Defensa        | Krister Kristensson | 25 de juliol 1942   | -              | Malmö FF          |
| 15   | Defensa        | Leif Målberg        | 1 de setembre 1945  | -              | IF Elfsborg       |
| 16   | Migcampista    | Tomas Nordahl       | 24 de maig 1946     | -              | Örebro SK         |
| 17   | Porter         | Ronney Pettersson   | 26 d'abril 1940     | -              | Djurgårdens IF    |
| 18   | Davanter       | Tom Turesson        | 17 de maig 1942     | -              | Hammarby IF       |
| 19   | Migcampista    | Göran Nicklasson    | 20 d'agost 1942     | -              | IFK Göteborg      |
| 20   | Defensa        | Jan Olsson          | 18 de març 1944     | -              | GAIS              |
| 21   | Davanter       | Inge Ejderstedt     | 24 de desembre 1946 | -              | Östers IF         |
| 22   | Migcampista    | Sten Pålsson        | 4 de desembre 1945  | -              | GAIS              |
| Ent. | Orvar Bergmark | Orvar Bergmark      | Orvar Bergmark      | Orvar Bergmark | Orvar Bergmark    |

## Uruguai
| #    | Posició      | Nom                    | Naixement           | P. Sel.      | Club           |
| ---- | ------------ | ---------------------- | ------------------- | ------------ | -------------- |
| 1    | Porter       | Ladislao Mazurkiewicz  | 14 de febrer 1945   | -            | C.A. Peñarol   |
| 2    | Defensa      | Atilio Ancheta         | 19 de juliol 1948   | -            | C. Nacional F. |
| 3    | Defensa      | Roberto Matosas        | 11 de maig 1940     | -            | C.A. Peñarol   |
| 4    | Defensa      | Luis Ubiñas            | 7 de juny 1940      | -            | C. Nacional F. |
| 5    | Migcampista  | Julio Montero Castillo | 25 d'abril 1944     | -            | C. Nacional F. |
| 6    | Defensa      | Juan Mujica            | 22 de desembre 1944 | -            | C. Nacional F. |
| 7    | Migcampista  | Luis Cubilla           | 28 de març 1940     | -            | C. Nacional F. |
| 8    | Migcampista  | Pedro Rocha            | 3 de desembre 1942  | -            | C.A. Peñarol   |
| 9    | Migcampista  | Víctor Espárrago       | 6 d'octubre 1944    | -            | C. Nacional F. |
| 10   | Migcampista  | Ildo Maneiro           | 4 d'agost 1947      | -            | C. Nacional F. |
| 11   | Davanter     | Julio César Morales    | 16 de febrer 1945   | -            | C. Nacional F. |
| 12   | Porter       | Héctor Santos          | 29 d'octubre 1944   | -            | CA Bella Vista |
| 13   | Migcampista  | Rodolfo Sandoval       | 4 d'octubre 1948    | -            | C.A. Peñarol   |
| 14   | Defensa      | Francisco Cámera       | 1 de gener 1944     | -            | CA Bella Vista |
| 15   | Davanter     | Dagoberto Fontes       | 6 de juny 1943      | -            | Defensor SC    |
| 16   | Defensa      | Omar Caetano           | 8 de novembre 1938  | -            | C.A. Peñarol   |
| 17   | Davanter     | Rúben Bareño           | 23 de gener 1944    | -            | C.A. Cerro     |
| 18   | Defensa      | Alberto Gómez          | 10 de juny 1944     | -            | Liverpool      |
| 19   | Defensa      | Oscar Zubía            | 8 de febrer 1946    | -            | CA River Plate |
| 20   | Davanter     | Julio César Cortés     | 29 de març 1941     | -            | C.A. Peñarol   |
| 21   | Davanter     | Julio Losada           | 16 de juny 1950     | -            | C.A. Peñarol   |
| 22   | Porter       | Walter Corbo           | 2 de maig 1949      | -            | C. Nacional F. |
| Ent. | Juan Hohberg | Juan Hohberg           | Juan Hohberg        | Juan Hohberg | Juan Hohberg   |

## Israel
| #    | Posició           | Nom                  | Naixement           | P. Sel.           | Club                     |
| ---- | ----------------- | -------------------- | ------------------- | ----------------- | ------------------------ |
| 1    | Porter            | Yitzchak Vissoker    | 18 de setembre 1944 | 17                | Hapoel Petah Tikva       |
| 2    | Defensa           | Shraga Bar           | 24 de març 1948     | 13                | Maccabi Netanya          |
| 3    | Defensa           | Menachem Bello       | 26 de desembre 1947 | 25                | Maccabi Tel Aviv         |
| 4    | Defensa           | David Primo          | 5 de maig 1946      | 18                | Hapoel Tel Aviv          |
| 5    | Defensa           | Zvi Rosen            | 23 de juny 1947     | 16                | Maccabi Tel Aviv         |
| 6    | Defensa           | Shmuel Rosenthal     | 27 d'abril 1947     | 23                | Hapoel Petah Tikva       |
| 7    | Migcampista       | Itzhak Shum          | 1 de setembre 1948  | 8                 | Hapoel Kfar Saba         |
| 8    | Davanter          | Giora Spiegel        | 27 de juliol 1947   | 19                | Maccabi Tel Aviv         |
| 9    | Davanter          | Yehoshua Feigenbaum  | 5 de desembre 1947  | 15                | Hapoel Tel Aviv          |
| 10   | Davanter          | Mordechai Spiegler   | 19 d'agost 1944     | 36                | Maccabi Netanya          |
| 11   | Migcampista       | George Borba         | 1944                | 10                | Hapoel Tel Aviv          |
| 12   | Migcampista       | Yisha'ayahu Schwager | 10 de febrer 1946   | 6                 | Maccabi Haifa            |
| 13   | Davanter          | Yechezekel Chazom    | 1947                | 4                 | Hapoel Tel Aviv          |
| 14   | Migcampista       | Dani Shmulevich-Rom  | 29 de novembre 1940 | 24                | Maccabi Haifa            |
| 15   | Davanter          | Rachamim Talbi       | 17 de maig1943      | 25                | Maccabi Tel Aviv         |
| 16   | Defensa           | Yochanan Vollach     | 14 de maig 1945     | 4                 | Hapoel Haifa             |
| 17   | Davanter          | Eli Ben Rimoz        | 1947                | 2                 | Hapoel Jerusalem         |
| 18   | Migcampista       | Moshe Romano         | 1946                | 6                 | Shimshon Tel Aviv        |
| 19   | Migcampista       | Roni Shuruk          | 24 de febrer 1946   | 8                 | Hakoah Maccabi Ramat Gan |
| 20   | Defensa           | David Karako         | 11 de febrer 1945   | 6                 | Maccabi Tel Aviv         |
| 21   | Porter            | Yechiel Hameiri      | 20 d'agost 1946     | 1                 | Hapoel Haifa             |
| 22   | Porter            | Yair Nossovsky       | 29 de juny 1937     | 3                 | Hapoel Kfar Saba         |
| Ent. | Emmanuel Scheffer | Emmanuel Scheffer    | Emmanuel Scheffer   | Emmanuel Scheffer | Emmanuel Scheffer        |

## Brasil
| #    | Posició       | Nom            | Naixement            | P. Sel.       | Club             |
| ---- | ------------- | -------------- | -------------------- | ------------- | ---------------- |
| 1    | Porter        | Félix          | 24 de desembre, 1937 | -             | Fluminense       |
| 2    | Defensa       | Brito          | 9 d'agost, 1939      | -             | Flamengo         |
| 3    | Defensa       | Piazza         | 25 de febrer, 1943   | -             | Cruzeiro         |
| 4    | Defensa       | Carlos Alberto | 17 de juliol, 1944   | -             | Santos FC        |
| 5    | Migcampista   | Clodoaldo      | 26 de setembre, 1949 | -             | Santos FC        |
| 6    | Defensa       | Marco Antônio  | 6 de febrer, 1951    | -             | Fluminense       |
| 7    | Davanter      | Jairzinho      | 25 de desembre, 1944 | -             | Botafogo         |
| 8    | Migcampista   | Gérson         | 11 de gener, 1941    | -             | São Paulo FC     |
| 9    | Davanter      | Tostão         | 25 de gener, 1947    | -             | Cruzeiro         |
| 10   | Davanter      | Pelé           | 23 d'octubre, 1940   | -             | Santos FC        |
| 11   | Migcampista   | Rivelino       | 1 de gener, 1946     | -             | Corinthians      |
| 12   | Porter        | Ado            | 4 de juliol, 1946    | -             | Corinthians      |
| 13   | Davanter      | Roberto        | 31 de juliol, 1944   | -             | Botafogo         |
| 14   | Defensa       | Baldocchi      | 14 de març, 1946     | -             | Palmeiras        |
| 15   | Defensa       | Fontana        | 31 de desembre, 1940 | -             | Cruzeiro         |
| 16   | Defensa       | Everaldo       | 11 de setembre, 1944 | -             | Grêmio           |
| 17   | Defensa       | Joel           | 18 de setembre, 1946 | -             | Santos FC        |
| 18   | Migcampista   | Paulo César    | 16 de juny, 1949     | -             | Botafogo         |
| 19   | Davanter      | Edu            | 6 d'agost, 1949      | -             | Santos FC        |
| 20   | Davanter      | Dario          | 4 de març, 1946      | -             | Atlético Mineiro |
| 21   | Defensa       | Zé Maria       | 18 de maig, 1949     | -             | Portuguesa       |
| 22   | Porter        | Leão           | 11 de setembre, 1949 | -             | Palmeiras        |
| Ent. | Mário Zagallo | Mário Zagallo  | Mário Zagallo        | Mário Zagallo | Mário Zagallo    |

## Anglaterra
| #    | Posició     | Nom            | Naixement            | P. Sel.    | Club                 |
| ---- | ----------- | -------------- | -------------------- | ---------- | -------------------- |
| 1    | Porter      | Gordon Banks   | 30 de desembre, 1937 | 59         | Stoke City           |
| 2    | Defensa     | Keith Newton   | 23 de juny, 1941     | 24         | Everton              |
| 3    | Defensa     | Terry Cooper   | 12 de juliol, 1944   | 8          | Leeds United         |
| 4    | Migcampista | Alan Mullery   | 23 de novembre, 1941 | 27         | Tottenham Hotspur    |
| 5    | Defensa     | Brian Labone   | 23 de gener, 1940    | 23         | Everton              |
| 6    | Defensa     | Bobby Moore    | 12 d'abril, 1941     | 80         | West Ham United      |
| 7    | Davanter    | Francis Lee    | 29 d'abril, 1944     | 14         | Manchester City      |
| 8    | Migcampista | Alan Ball      | 12 de maig, 1945     | 41         | Everton              |
| 9    | Migcampista | Bobby Charlton | 11 d'octubre, 1937   | 102        | Manchester United    |
| 10   | Davanter    | Geoff Hurst    | 8 de desembre, 1941  | 38         | West Ham United      |
| 11   | Davanter    | Martin Peters  | 8 de novembre, 1943  | 38         | Tottenham Hotspur    |
| 12   | Porter      | Peter Bonetti  | 27 de setembre, 1941 | 6          | Chelsea              |
| 13   | Porter      | Alex Stepney   | 18 de setembre, 1942 | 1          | Manchester United    |
| 14   | Defensa     | Tommy Wright   | 21 d'octubre, 1944   | 9          | Everton              |
| 15   | Defensa     | Nobby Stiles   | 18 de maig, 1942     | 28         | Manchester United    |
| 16   | Migcampista | Emlyn Hughes   | 28 d'agost, 1947     | 6          | Liverpool            |
| 17   | Defensa     | Jack Charlton  | 8 de maig, 1935      | 34         | Leeds United         |
| 18   | Migcampista | Norman Hunter  | 29 d'octubre, 1943   | 13         | Leeds United         |
| 19   | Migcampista | Colin Bell     | 26 de febrer, 1946   | 11         | Manchester City      |
| 20   | Davanter    | Peter Osgood   | 20 de febrer, 1947   | 1          | Chelsea              |
| 21   | Davanter    | Allan Clarke   | 31 de juliol, 1946   | 0          | Leeds United         |
| 22   | Davanter    | Jeff Astle     | 13 de maig, 1942     | 3          | West Bromwich Albion |
| Ent. | Alf Ramsey  | Alf Ramsey     | Alf Ramsey           | Alf Ramsey | Alf Ramsey           |

## Txecoslovàquia
| #    | Posició     | Nom               | Naixement            | P. Sel.     | Club              |
| ---- | ----------- | ----------------- | -------------------- | ----------- | ----------------- |
| 1    | Porter      | Ivo Viktor        | 21 de maig, 1942     | 19          | Dukla Praha       |
| 2    | Defensa     | Karol Dobiáš      | 18 de desembre, 1947 | 9           | Spartak Trnava    |
| 3    | Defensa     | Václav Migas      | 16 de setembre, 1944 | 4           | AC Sparta Praha   |
| 4    | Defensa     | Vladimír Hagara   | 7 de novembre, 1943  | 10          | Spartak Trnava    |
| 5    | Defensa     | Alexander Horváth | 28 de desembre, 1938 | 24          | Slovan Bratislava |
| 6    | Migcampista | Andrej Kvašňák    | 19 de maig, 1935     | 49          | KV Mechelen       |
| 7    | Migcampista | Bohumil Veselý    | 18 de juny, 1945     | 13          | AC Sparta Praha   |
| 8    | Migcampista | Ladislav Petráš   | 1 de desembre, 1946  | 1           | Inter Bratislava  |
| 9    | Migcampista | Ladislav Kuna     | 4 de març, 1947      | 22          | Spartak Trnava    |
| 10   | Davanter    | Jozef Adamec      | 26 de febrer, 1942   | 30          | Spartak Trnava    |
| 11   | Davanter    | Karol Jokl        | 29 d'agost, 1945     | 18          | Slovan Bratislava |
| 12   | Defensa     | Ján Pivarník      | 13 de novembre, 1947 | 6           | VSŽ Kosice        |
| 13   | Porter      | Anton Flešár      | 8 de maig, 1944      | 1           | Lokomotiva Košice |
| 14   | Defensa     | Vladimír Hrivnák  | 23 d'abril, 1945     | 4           | Slovan Bratislava |
| 15   | Defensa     | Ján Zlocha        | 24 de març, 1942     | 3           | Slovan Bratislava |
| 16   | Migcampista | Ivan Hrdlička     | 20 de novembre, 1943 | 13          | Slovan Bratislava |
| 17   | Migcampista | Jaroslav Pollák   | 11 de juliol, 1947   | 5           | VSŽ Kosice        |
| 18   | Migcampista | František Veselý  | 7 de desembre, 1943  | 16          | Slavia Praha      |
| 19   | Migcampista | Josef Jurkanin    | 5 de març, 1949      | 8           | AC Sparta Praha   |
| 20   | Davanter    | Milan Albrecht    | 16 de juliol, 1950   | 2           | Jednota Trenčín   |
| 21   | Davanter    | Ján Čapkovič      | 11 de gener, 1948    | 4           | Slovan Bratislava |
| 22   | Porter      | Alexander Vencel  | 8 de febrer, 1944    | 12          | Slovan Bratislava |
| Ent. | Josef Marko | Josef Marko       | Josef Marko          | Josef Marko | Josef Marko       |

## Romania
| #    | Posició          | Nom                 | Naixement           | P. Sel.          | Club                |
| ---- | ---------------- | ------------------- | ------------------- | ---------------- | ------------------- |
| 1    | Porter           | Necula Răducanu     | 10 de maig 1946     | 9                | Rapid Bucureşti     |
| 2    | Defensa          | Lajos Sătmăreanu    | 21 de febrer 1944   | 20               | Steaua Bucureşti    |
| 3    | Defensa          | Nicolae Lupescu     | 17 de desembre 1940 | 7                | Rapid Bucureşti     |
| 4    | Defensa          | Mihai Mocanu        | 24 de febrer 1942   | 25               | Petrolul Ploieşti   |
| 5    | Migcampista      | Cornel Dinu         | 2 d'agost 1948      | 16               | Dinamo Bucureşti    |
| 6    | Migcampista      | Dan Coe             | 8 de setembre 1941  | 39               | Rapid Bucureşti     |
| 7    | Migcampista      | Emerich Dembrovschi | 6 d'octubre 1945    | 11               | Dinamo Bacău        |
| 8    | Davanter         | Nicolae Dobrin      | 26 d'agost 1947     | 24               | FC Argeş Piteşti    |
| 9    | Davanter         | Florea Dumitrache   | 22 de maig 1948     | 13               | Dinamo Bucureşti    |
| 10   | Migcampista      | Radu Nunweiller     | 16 de novembre 1944 | 14               | Dinamo Bucureşti    |
| 11   | Davanter         | Mircea Lucescu      | 29 de juliol 1945   | 25               | Dinamo Bucureşti    |
| 12   | Defensa          | Mihai Ivăncescu     | 22 de març 1942     | 0                | Steagul Roşu Braşov |
| 13   | Defensa          | Augustin Deleanu    | 23 d'agost 1944     | 11               | Dinamo Bucureşti    |
| 14   | Defensa          | Vasile Gergely      | 28 d'octubre 1941   | 35               | Dinamo Bucureşti    |
| 15   | Defensa          | Ion Dumitru         | 2 de gener 1950     | 3                | Rapid Bucureşti     |
| 16   | Migcampista      | Alexandru Neagu     | 19 de juliol 1948   | 4                | Rapid Bucureşti     |
| 17   | Migcampista      | Gheorghe Tătaru     | 5 de maig 1948      | 0                | Steaua Bucureşti    |
| 18   | Davanter         | Marin Tufan         | 14 d'octubre 1942   | 2                | Farul Constanţa     |
| 19   | Davanter         | Flavius Domide      | 11 de maig 1946     | 6                | UTA Arad            |
| 20   | Defensa          | Nicolae Pescaru     | 27 de març 1943     | 1                | Steagul Roşu Braşov |
| 21   | Porter           | Stere Adamache      | 17 d'agost 1941     | 2                | Steagul Roşu Braşov |
| 22   | Porter           | Gheorghe Gornea     | 2 d'agost 1944      | 4                | UTA Arad            |
| Ent. | Angelo Niculescu | Angelo Niculescu    | Angelo Niculescu    | Angelo Niculescu | Angelo Niculescu    |

## Alemanya Occidental
| #    | Posició      | Nom                     | Naixement            | P. Sel.      | Club                   |
| ---- | ------------ | ----------------------- | -------------------- | ------------ | ---------------------- |
| 1    | Porter       | Sepp Maier              | 28 de febrer, 1944   | 19           | Bayern de Múnic        |
| 2    | Defensa      | Horst-Dieter Höttges    | 10 de setembre, 1943 | 49           | Werder Bremen          |
| 3    | Defensa      | Karl-Heinz Schnellinger | 31 de març, 1939     | 41           | AC Milan               |
| 4    | Migcampista  | Franz Beckenbauer       | 11 de setembre, 1945 | 38           | Bayern de Múnic        |
| 5    | Defensa      | Willi Schulz            | 4 d'octubre, 1938    | 61           | FC Köln                |
| 6    | Migcampista  | Wolfgang Weber          | 26 de juny, 1944     | 37           | FC Köln                |
| 7    | Defensa      | Berti Vogts             | 30 de desembre, 1946 | 24           | Borussia M'gladbach    |
| 8    | Migcampista  | Helmut Haller           | 21 de juliol, 1939   | 32           | Juventus FC            |
| 9    | Davanter     | Uwe Seeler              | 5 de novembre, 1936  | 65           | Hamburg                |
| 10   | Davanter     | Sigfried Held           | 7 d'agost, 1942      | 27           | Borussia Dortmund      |
| 11   | Defensa      | Klaus Fichtel           | 19 de novembre, 1944 | 13           | Schalke 04             |
| 12   | Migcampista  | Wolfgang Overath        | 29 de setembre, 1943 | 49           | FC Köln                |
| 13   | Davanter     | Gerd Müller             | 3 de novembre, 1945  | 19           | Bayern de Múnic        |
| 14   | Davanter     | Reinhard Libuda         | 10 d'octubre, 1943   | 15           | Schalke 04             |
| 15   | Defensa      | Bernd Patzke            | 14 de març, 1943     | 19           | Hertha Berlin          |
| 16   | Migcampista  | Max Lorenz              | 19 d'agost, 1939     | 19           | Werder Bremen          |
| 17   | Davanter     | Johannes Löhr           | 5 de juliol, 1942    | 13           | FC Köln                |
| 18   | Defensa      | Klaus-Dieter Sieloff    | 27 de febrer, 1942   | 9            | Borussia M'gladbach    |
| 19   | Migcampista  | Peter Dietrich          | 6 de març, 1944      | 1            | Borussia M'gladbach    |
| 20   | Davanter     | Jürgen Grabowski        | 7 de juliol, 1944    | 7            | Eintracht Frankfurt    |
| 21   | Porter       | Manfred Manglitz        | 8 de març, 1940      | 4            | FC Köln                |
| 22   | Porter       | Horst Wolter            | 8 de juny, 1942      | 12           | Eintracht Braunschweig |
| Ent. | Helmut Schön | Helmut Schön            | Helmut Schön         | Helmut Schön | Helmut Schön           |

## Perú
| #    | Posició     | Nom                   | Naixement           | P. Sel. | Club                |
| ---- | ----------- | --------------------- | ------------------- | ------- | ------------------- |
| 1    | Porter      | Luis Rubiños          | 31 de desembre 1940 | -       | Sporting Cristal    |
| 2    | Defensa     | Eloy Campos           | 31 de maig 1942     | -       | Sporting Cristal    |
| 3    | Defensa     | Orlando de la Torre   | 21 de novembre 1943 | -       | Sporting Cristal    |
| 4    | Defensa     | Héctor Chumpitaz      | 4 de desembre 1944  | -       | Universitario       |
| 5    | Defensa     | Nicolás Fuentes       | 20 de desembre 1941 | -       | Universitario       |
| 6    | Migcampista | Ramón Mifflin         | 5 d'abril 1947      | -       | Sporting Cristal    |
| 7    | Migcampista | Roberto Challe        | 24 de novembre 1946 | -       | Universitario       |
| 8    | Migcampista | Julio Baylón          | 10 de desembre 1947 | -       | Alianza Lima        |
| 9    | Davanter    | Pedro Pablo León      | 26 de març 1943     | -       | Alianza Lima        |
| 10   | Davanter    | Teófilo Cubillas      | 8 de març 1949      | -       | Alianza Lima        |
| 11   | Migcampista | Alberto Gallardo      | 28 de novembre 1940 | -       | Sporting Cristal    |
| 12   | Porter      | Rubén Correa          |                     | -       | Universitario       |
| 13   | Migcampista | Pedro González Zavala | 19 de maig 1943     | -       | Universitario       |
| 14   | Defensa     | José Fernández        | 14 de febrer 1939   | -       | Sporting Cristal    |
| 15   | Migcampista | Javier González       |                     | -       | Alianza Lima        |
| 16   | Defensa     | Félix Salinas         | 11 de maig 1939     | -       | Universitario       |
| 17   | Migcampista | Luis Cruzado          | 6 de juliol 1941    | -       | Universitario       |
| 18   | Davanter    | José del Castillo     |                     | -       | Sporting Cristal    |
| 19   | Defensa     | Eladio Reyes          | 8 de gener 1948     | -       | Alianza Lima        |
| 20   | Davanter    | Hugo Sotil            | 18 de maig 1948     | -       | Deportivo Municipal |
| 21   | Porter      | Jesus Goyzueta        |                     | -       | Universitario       |
| 22   | Davanter    | Oswaldo Ramírez       | 29 de març 1947     | -       | Sport Boys          |
| Ent. | Didi        | Didi                  | Didi                | Didi    | Didi                |

## Bulgària
| #    | Posició        | Nom                   | Naixement           | P. Sel.        | Club              |
| ---- | -------------- | --------------------- | ------------------- | -------------- | ----------------- |
| 1    | Porter         | Simeon Simeonov       | 26 d'abril 1946     | -              | Slavia Sofia      |
| 2    | Defensa        | Aleksandar Shalamanov | 4 de setembre 1941  | -              | Slavia Sofia      |
| 3    | Defensa        | Ivan Dimitrov         | 14 de maig 1935     | -              | Akademik Sofia    |
| 4    | Defensa        | Stefan Aladzhov       | 18 d'octubre 1947   | -              | Levski Sofia      |
| 5    | Migcampista    | Ivan Davidov          | 5 d'octubre 1943    | -              | Slavia Sofia      |
| 6    | Defensa        | Dimitar Penev         | 12 de juliol 1945   | -              | CSKA Sofia        |
| 7    | Davanter       | Georgi Popov          | 14 de juliol 1944   | -              | Trakia Plovdiv    |
| 8    | Migcampista    | Khristo Bónev         | 3 de febrer 1947    | -              | Lokomotiv Plovdiv |
| 9    | Davanter       | Petr Jèkov            | 10 d'octubre 1944   | -              | CSKA Sofia        |
| 10   | Davanter       | Dimitar Yakimov       | 12 de juliol 1941   | -              | CSKA Sofia        |
| 11   | Migcampista    | Dinko Dermendjiev     | 2 de juny 1941      | -              | Trakia Plovdiv    |
| 12   | Defensa        | Milko Gaydarski       | 18 de març 1946     | -              | Levski Sofia      |
| 13   | Porter         | Stoyan Yordanov       | 29 de gener 1944    | -              | CSKA Sofia        |
| 14   | Defensa        | Dobromir Zhechev      | 12 de novembre 1942 | -              | Levski Sofia      |
| 15   | Defensa        | Boris Gaganelov       | 7 d'octubre 1941    | -              | CSKA Sofia        |
| 16   | Migcampista    | Asparuh Nikodimov     | 21 d'agost 1945     | -              | CSKA Sofia        |
| 17   | Defensa        | Todor Kolev           | 29 d'abril 1942     | -              | Slavia Sofia      |
| 18   | Davanter       | Dimitar Marashliev    | 31 d'agost 1947     | -              | CSKA Sofia        |
| 19   | Migcampista    | Georgi Asparuhov      | 4 de maig 1943      | -              | Levski Sofia      |
| 20   | Migcampista    | Vasil Mitkov          | 17 de setembre 1943 | -              | Levski Sofia      |
| 21   | Davanter       | Bozhidar Grigorov     | 27 de juliol 1945   | -              | Slavia Sofia      |
| 22   | Porter         | Georgi Kamenski       |                     | -              | Levski Sofia      |
| Ent. | Stefan Bozhkov | Stefan Bozhkov        | Stefan Bozhkov      | Stefan Bozhkov | Stefan Bozhkov    |

## Marroc
| #    | Posició         | Nom                  | Naixement           | P. Sel.         | Club             |
| ---- | --------------- | -------------------- | ------------------- | --------------- | ---------------- |
| 1    | Porter          | Allal Ben Kassou     | 1941                | -               | FAR Rabat        |
| 2    | Defensa         | Abdallah Lamrani     | 1946                | -               | FAR Rabat        |
| 3    | Defensa         | Boujemaa Benkhrif    | 1947                | -               | KAC Kenitra      |
| 4    | Defensa         | Moulay Khanoussi     | 1939                | -               | MAS Fes          |
| 5    | Defensa         | Kacem Slimani        | 1948                | -               | RS Settat        |
| 6    | Migcampista     | Mohammed Mahroufi    | 1947                | -               | DH Jadida        |
| 7    | Migcampista     | Said Ghandi          | 1947                | -               | RCA Casablanca   |
| 8    | Migcampista     | Driss Bamous         | 15 de desembre 1942 | -               | FAR Rabat        |
| 9    | Davanter        | Ahmed Faras          | 1946                | -               | Mohammedia       |
| 10   | Davanter        | Mohammed El Filali   | 9 de juliol 1945    | -               | Mouloudia Oujda  |
| 11   | Migcampista     | Maouhoub Ghazouani   | 1948                | -               | FAR Rabat        |
| 12   | Porter          | Mohammed Hazzaz      | 1945                | -               | MAS Fes          |
| 13   | Defensa         | Jalili Fadili        | 1940                | -               | FAR Rabat        |
| 14   | Davanter        | Houmane Jarir        | 1945                | -               | RCA Casablanca   |
| 15   | Migcampista     | Hamed Dahane         |                     | -               | Union Sidi Kacem |
| 16   | Migcampista     | Moustapha Choukri    | 1945                | -               | RCA Casablanca   |
| 17   | Davanter        | Ahmed Alaoui         | 1949                | -               | RS Settat        |
| 18   | Defensa         | Abdelkader El Khiati | 1945                | -               | FAR Rabat        |
| 19   | Porter          | Abdelkader Ouaraghli |                     | -               | WAC Casablanca   |
| Ent. | Blagoja Vidinić | Blagoja Vidinić      | Blagoja Vidinić     | Blagoja Vidinić | Blagoja Vidinić  |

*Marroc només va inscriure 19 jugadors.